# Mwape Miti
Pour les articles homonymes, voir Miti (homonymie).
Mwape Miti (né le 24 mai 1973 en Zambie) est un footballeur zambien.

## Biographie

### Carrière de club
Il commence sa carrière dans le club zambien des Mulungushi Chiefs. 
Il a en tout joué 246 matchs et a inscrit en tout 109 buts pour l'équipe danoise du Odense BK, qu'il a rejoint à l'été 1997 en provenance de Zambie des Power Dynamos Football Club. 
Lors du championnat du Danemark 2003-04, il est le co-meilleur buteur de la ligue à la fin de la saison avec 19 buts, conjointement avec Steffen Højer, Mohamed Zidan et Tommy Bechmann. Il prend sa retraite en 2006.

### Sélection
Miti a joué 33 matchs pour l'équipe de Zambie et prit notamment part aux effectifs zambiens qui jouèrent pendant la CAN 1996 et 2000.